# قلعه کانی ناو
بقایای قلعه کانی ناو در شهرستان بانه، بخش مرکزی، دهستان شوی، روستای کانی ناو واقع شده و این اثر در تاریخ ۱۵ دی ۱۳۸۷ با شمارهٔ ثبت ۲۴۱۶۷ به‌عنوان یکی از آثار ملی ایران به ثبت رسیده است.